# Franck Goddio
Franck Goddio (Casablanca, 1947) è un archeologo francese.
Nel 2000 ha scoperto la città di Thonis-Heracleion a 70km dalla costa egiziana nella Baia di Abū Qīr.. Ha condotto lo scavo del sito sommerso  del Canopo orientale e di Antirhodos nell'antico porto di  Alessandria (Portus Magnus). Ha anche ritrovato navi nelle acque delle Filippine, ed in particolare il galeone spagnolo San Diego.

## Opere
- Franck Goddio and Aurélia Masson-Berghoff, Sunken cities, Egypt’s lost worlds, Thames & Hudson in cooperation with the British Museum, 2016, ISBN 978-0-500-29237-2
- Franck Goddio and Damian Robinson (Eds.), Thonis-Heracleion in context, Oxford Centre for Maritime Archaeology, Oxford 2015, ISBN 978-1-9059-05331
- Franck Goddio u. David Fabre, "Osiris, Egypt's sunken Myteries", Paris 2015, ISBN 978-2-08137873-5
- Zahi Hawass and Franck Goddio, Cleopatra – The Search for the last Queen of Egypt, National Geographic, Washington D.C. 2010, ISBN 978-1-4262-0545-3
- Underwater Archaeology in the Canopic Region – The Topography and Excavation of Heracleion–Thonis and East Canopus (1996–2006), Oxford Centre for Maritime Archaeology, Oxford 2007, ISBN 978-0-9549627-3-9
- André Bernand and Franck Goddio, Sunken Egypt – Alexandria, Arcperiplus, London 2002, ISBN 1-902699-51-3
- Franck Goddio ed., Egypt’s Sunken Treasures, Prestel, Munich 2006, ISBN 978-3-7913-3970-2
- Peter Lam, Rosemary Scott, Stacey Pierson, Monique Crick, and Franck Goddio, Lost at Sea, Periplus Publishing, London 2002, ISBN 1-902699-13-0
- Archaeological Survey of Alexandria’s Eastern Harbour. In Underwater Archaeology and Coastal Management, Unesco Publishing 2000
- Gabrielle Iltis, Franck Goddio et al., Royal Captain, Periplus Publishing, London 2000, ISBN 1-902699-19-X
- Stacey Pierson, Monique Crick, and Franck Goddio, Sunken Treasures of the Lena Cargo, Periplus Publishing, London 2000, ISBN 1-902699-22-X
- Evelyne Jay Guyot de Saint Michel and Franck Goddio, Griffin – On the Route of an Indiaman, Periplus Publishing, London 1999, ISBN 1-902699-03-3
- André Bernard, Etienne Bernand, Jean Yoyotte, Franck Goddio et al., Alexandria, the Submerged Royal Quarters, Periplus Publishing, London 1998, ISBN 1-902699-00-9

## Documentari
- Swallowed by the Sea: Ancient Egypt’s Greatest Lost City 3, BBC, UK, 2014
- Egypt’s Sunken City – A Legend is Revealed, Arte/MDR, 2013
- Treasures of The San Diego, Rundfunk Berlin-Brandenburg 2007
- Franck Goddio – In Search Of Sunken Treasures, Spiegel TV, 2006
- Lost Temple To The Gods, Discovery Channel, 2003
- Sunken Cities, Ancient Earthquakes, Discovery Channel, 2001
- Treasures Of The Royal Captain, Discovery Channel, 2000
- Napoleon’s Fleet, Discovery Channel, 1999
- Cleopatra’s Palace – In Search Of A Legend, Discovery Channel, 1999